# セブンショー
『セブンショー』は、1967年4月3日から1968年3月29日までフジテレビ系列で放送された朝の情報番組。放送時間は平日7:00 - 8:00（JST）。
1967年9月29日放送分までは、司会者名を冠にした『園井啓介セブンショー』（そのいけいすけセブンショー）というタイトルだった。

## 概要
園井啓介がホストを受け持つ、月 - 金曜一時間帯のワイドショー。園井が若い女性とした朝の茶の間の間に話しかけ、毎日の生活のアクセントとなるような話題を提供する。
半年で終わった『インフォメーションジョッキー 起きてますか』を、当時「松竹」の俳優だった園井啓介を迎えてリニューアルしたが、わずか半年で司会を三国一朗に交代する。しかしその半年後に番組が終了となり1年のみの放送だった。『起きてますか』以来1年半続いたフジテレビ平日7時台の報道・情報系のワイド番組は、1982年に「サンケイテレビ朝刊」をリニューアルしワイド化した「FNNモーニングワイド ニュース&スポーツ」が始まるまで延べ14年、報道系でないものに至ると1989年4月3日開始の『トークシャワー』まで21年中断する。

## 出演者
司会
- 園井啓介（「園井」時代）
- 三國一朗（「無印」時代。なお「園井」時代も「朝刊の解説」でレギュラー出演）

音楽・ショー
- ダニー飯田とパラダイスキング

アシスタント
- 宮崎総子（当時フジテレビアナウンサー）
- 松下加寿子（同上）
- 江利チエミ（「無印」時代より加入）

## みんなのスペース
番組では「みんなのスペース」という、日替わりのコーナーが存在していた。
| 曜日   | コーナー名         |
| ------ | ------------------ |
| 月曜日 | 今週のホープ       |
| 火曜日 | "結婚します"       |
| 水曜日 | ちびっこレポーター |
| 木曜日 | グループ紹介       |
| 金曜日 | 給料拝見           |